# Vincent Ardissone
Vincent Ardissone (Nizza, 2 novembre 1885 – Genova, 2 dicembre 1964) è stato un dirigente sportivo e imprenditore italiano.

## Biografia
Andrea Vincenzo Ardissone, noto come Vincent, nacque a Nizza, Francia, nel 1885. Fu direttore dell'ILVA e vicepresidente ed azionista della Piaggio.
In qualità di direttore dell'ILVA, nel 1931, insieme Giorgio Enrico Falck, venne convocato da Mussolini per discutere risolvere alcune questioni che vedevano contrapporsi i due principali produttori italiani di acciaio.
Il 24 gennaio 1941 Vincent e suo fratello Orazio Bernardo ottennero tramite decreto del Regno d'Italia il titolo di patrizi genovesi, potendo così sia fregiarsi del titolo di marchesi sia utilizzare lo stemma dei loro avi poiché riuscirono a dimostrare di essere discendenti diretti, da parte maschile, di Pietro Antonio Ardissone, nobile iscritto al Liber Civilitatis della Repubblica di Genova.
Nel biennio 1956-1957 fu governatore distrettuale del Rotary Club Genova.

### Presidente del Genoa[5]
Ardissone nel 1926 subentra a Guido Sanguineti alla guida del Genoa, inizialmente come capo del Direttorio ed a partire dal 1927 come presidente a tutti gli effetti.
Sotto la sua presidenza, nel 1927, anche su insistenza di alcuni dirigenti fascisti, venne allontanato dalla guida tecnica del sodalizio rossoblu William Garbutt ed il 19 febbraio 1929 entrò a far parte per la prima volta dello staff dirigenziale anche un rappresentante importante del partito fascista, Giorgio Molfino, segretario politico del GUF.
Sotto la presidenza Ardissone si aprì la stagione degli oriundi ed uno dei suoi principali acquisti fu el filtrador Guillermo Stábile.
A partire dalla 1929-1930, il club rossoblu cambia il nome in Genova 1893 Circolo del Calcio, su pressione fascista.
Nel 1929, il sodalizio genovese partecipa per la prima volta ad una competizione europea, la Coppa dell'Europa Centrale 1929, competizione dalla quale sarà eliminato ai quarti di finale dal Rapid Wien.
Sotto la presidenza Ardissone il Genoa otterrà due secondi posti, nelle stagioni 1927-1928 e 1929-1930.
Ardissone si dimise dalla carica di presidente nel 1933 per attriti col gerarca Giorgio Molfino.